# Lepidolutzia costistrigata
Lepidolutzia costistrigata är en fjärilsart som beskrevs av William Schaus 1921. Lepidolutzia costistrigata ingår i släktet Lepidolutzia och familjen björnspinnare. Inga underarter finns listade i Catalogue of Life.